# 매킨토시 퍼포마

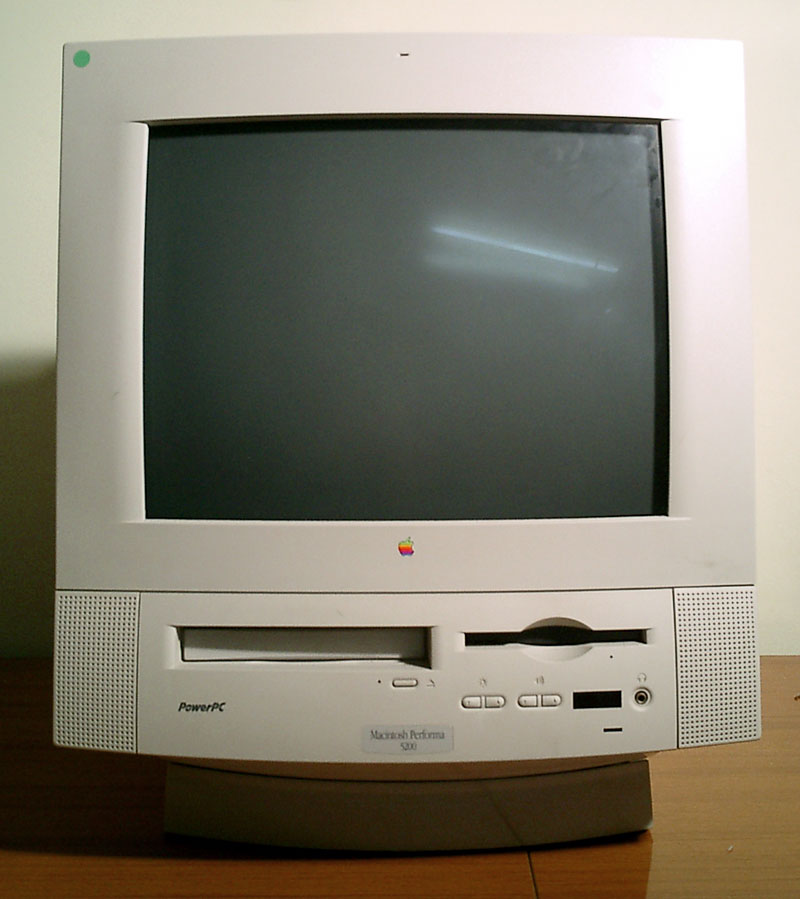
일체형 데스크톱인 매킨토시 퍼포마 5200

매킨토시 퍼포마(Macintosh Performa)는 애플 컴퓨터 주식회사가 1992년부터 1997년까지 설계, 제조 및 판매한 개인용 컴퓨터 제품군이다. 퍼포마 브랜드는 애플의 쿼드라, 센트리스, LC, 클래식, 파워 맥 제품군에서 모델 번호로 포함된 소프트웨어 패키지나 하드 드라이브 크기를 표시하는 모델을 재활용했다. 퍼포마가 아닌 매킨토시 컴퓨터는 애플 공인 리셀러를 통해 판매되었지만, 퍼포마는 굿 가이즈, 서킷 시티, 시어스와 같은 대형 매장 및 대형 소매업체를 통해 판매되었다.
초기 모델 시리즈는 매킨토시 클래식 2 기반의 퍼포마 200, LC II 기반의 퍼포마 400, IIvi 기반의 퍼포마 600으로 구성되었다. 총 64개의 모델을 출시한 후, 애플은 파워 맥 5500, 6500, 8600, 9600 출시 직후이자 스티브 잡스의 회사 복귀 직후인 1997년 초에 퍼포마 브랜드를 단종시켰다. 퍼포마 브랜드의 수명은 부분적으로 퍼포마 기계 판매 부진으로 인해 애플에서 심각한 재정적 혼란을 겪었던 시기와 일치했다.

## 개요

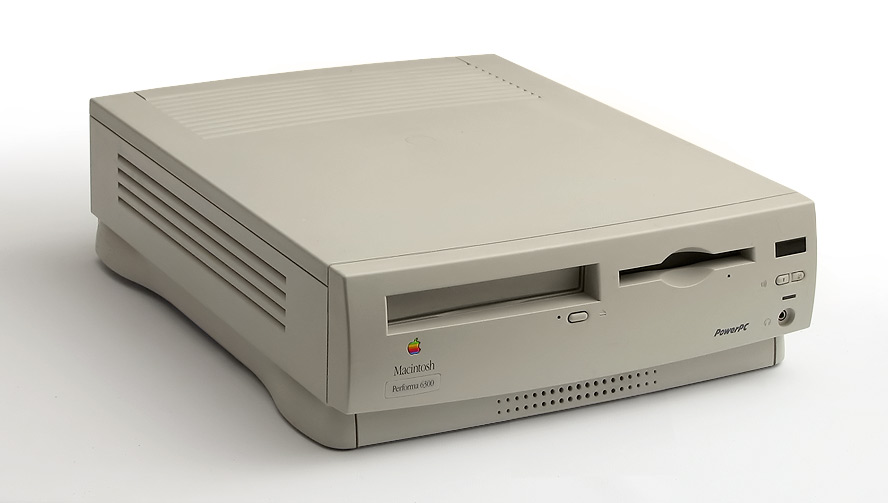
데스크톱 케이스 모델인 매킨토시 퍼포마 6300

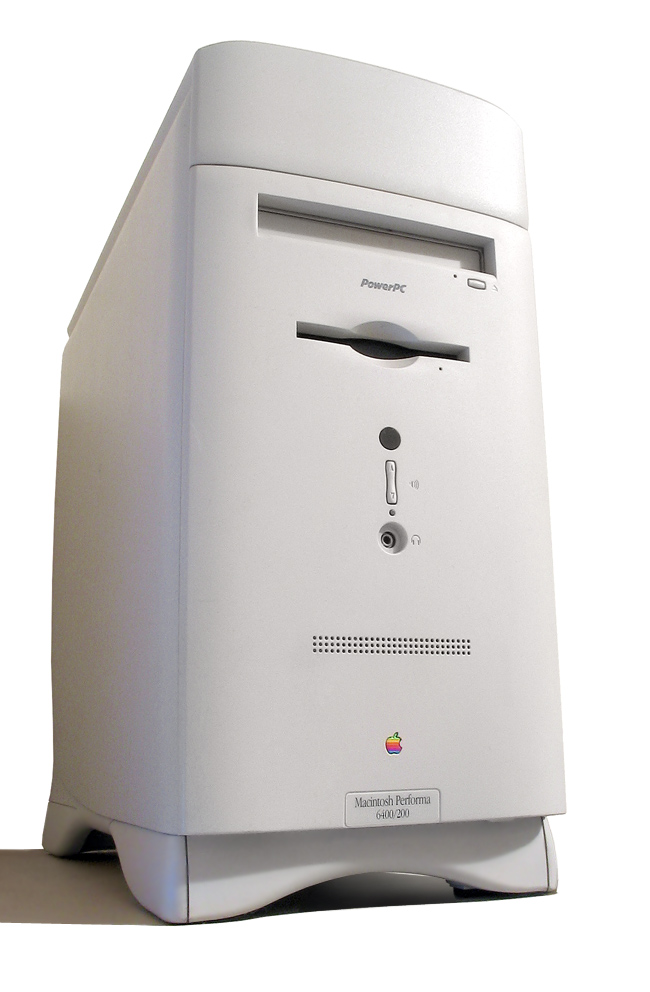
타워 케이스를 사용하는 몇 안 되는 퍼포마 중 하나인 매킨토시 퍼포마 6400

1980년대 내내 교육 시장에서 강력한 점유율을 차지했던 애플은 아이들이 집과 학교에서 똑같은 매킨토시 컴퓨터를 경험하고 나중에 직장에서 매킨토시 컴퓨터를 사용하게 된다는 아이디어를 가지고 컴퓨터를 가정으로 보급하려 했다. 1990년대 초, 애플은 공인 리셀러 체인과 맥월드 매거진 뒷부분에 있는 통신판매 카탈로그를 통해 컴퓨터를 판매했다. 일반적인 리셀러는 높은 수준의 응용 프로그램을 구매하고 성능 및 확장 기능을 요구하는 전문가에게 매킨토시 컴퓨터를 판매했다. 그러나 소비자들은 최고의 가치를 기준으로 컴퓨터를 구매했으며 확장이나 성능에는 크게 신경 쓰지 않았다. 이러한 고객에게 다가가기 위해 애플은 백화점 체인(예: 시어스)을 통해 컴퓨터를 판매하려 했지만, 이는 지리적 영역에 리셀러가 하나만 있는 기존 공인 리셀러 계약과 충돌할 수 있었다.
이러한 충돌을 방지하기 위해 애플은 매킨토시 라인을 전문가용 모델과 소비자용 모델로 분할했다. 전문가용 라인에는 클래식, LC, 센트리스, 쿼드라 및 파워 맥 라인이 포함되었으며, 소비자용 소프트웨어 번들이나 제한된 기능 없이 그대로 판매되었다. 소비자용 라인은 "퍼포마"라는 이름이 붙여졌으며, 전문가용 라인과 유사한 컴퓨터가 포함되었다. 초기 퍼포마 모델은 공인 리셀러 계약을 우회하기 위해 "매킨토시" 브랜드 없이 판매되었다.
퍼포마 라인은 전문가용 라인과 다르게 마케팅되었다. 소비자 수준의 예산을 충족하기 위해 컴퓨터는 가정 및 소기업 응용 프로그램과 함께 번들로 판매되었다. 대부분의 모델은 키보드, 마우스, 외장 모뎀 및 점 29 또는 점 39 피치 섀도우 마스크 CRT 모니터와 함께 번들로 제공되었다. 반면에 전문가용 모델은 딜러가 선택하거나 별도로 판매하는 키보드 및 마우스 번들과 함께 아라카르트로 판매되었다. 고급 매킨토시 모델과 함께 판매되는 모니터는 일반적으로 트리니트론 튜브 기반의 아퍼처 그릴 기술을 사용했다.
퍼포마 모델은 시스템 소프트웨어 및 하드웨어 수준에서 전문가용 모델과 유사했지만 특정 기능이 수정되거나 제거되었다. 예를 들어, 퍼포마 600은 기반이 된 매킨토시 IIvx의 레벨 2 캐시가 없었다.
전문가용 매킨토시 라인과 달리 각 개별 퍼포마 번들에는 고유한 모델 번호가 부여되었으며, 경우에 따라 소프트웨어 번들이나 해당 모델을 판매하는 특정 소매업체에 따라서만 달라졌다. 이는 경쟁업체의 동일 모델보다 가격을 저렴하게 광고할 수 있도록 하면서도 실제로 경쟁업체와 동일한 모델을 취급하지 않도록 보장하기 위해 소매업체를 수용하기 위한 것이었다. 소비자가 선택할 수 있는 옵션 중에서 선택하는 데 도움이 되도록 애플은 1994년 12월에 방영된 가상의 가족이 퍼포마 컴퓨터를 구매하는 30분짜리 "스토리머셜"인 "마티네티 가족이 컴퓨터를 집으로 가져오다"를 포함한 여러 유료 광고를 제작했다.
백화점 및 전자 제품 소매점에서 퍼포마 기계를 판매하기 위한 애플의 전략에는 애플이 딜러에게 제공한 것과 같은 종류의 전문 교육이 포함되지 않았다. 이로 인해 퍼포마 전시 모델이 제대로 관리되지 않는 상황이 발생했다. 데모 컴퓨터는 충돌하고, 자동 실행 데모 소프트웨어가 실행되지 않거나 전시 모델이 전원이 켜져 있지 않았다. 애플은 매킨토시 사용자 그룹에서 모집한 자체 영업 사원을 고용하여 매장 영업 직원을 지원함으로써 교육 문제를 해결하려고 노력했다. 그러나 많은 반품된 퍼포마 컴퓨터는 매장이 공인 애플 서비스 센터가 아니었기 때문에 제대로 수리할 수 없었다.
이 문제는 소매업체가 마이크로소프트 윈도우, 특히 윈도우 95 출시 이후에 윈도우를 선호하면서 더욱 심화되었다. 윈도우를 실행하는 컴퓨터는 일반적으로 더 저렴했으며 제조업체 스피프, 광고 협력 및 기타 프로모션 프로그램의 지원을 받았다. 또한 많은 매장에서 자체 브랜드를 단 화이트 박스 PC를 판매하는 것을 선호했는데, 이는 애플이 허용하지 않는 것이었다.
이러한 문제의 결과로 애플은 1995년에 퍼포마 기계에 대한 수요를 과대평가하는 동시에 고급 파워 맥 모델에 대한 수요를 과소평가하여 상당한 공급 과잉 문제를 야기했다. 그 결과 새로운 퍼포마 모델의 출시 속도가 느려졌다. 애플은 1995년 5월부터 12월까지 전 세계적으로 20개의 다른 퍼포마 모델을 출시했지만, 1996년 첫 7개월 동안 이 숫자는 4개로 줄었다.
1996년 말 휴가 기간 동안 퍼포마 브랜드 기계 판매는 전년 대비 15% 감소했으며, 이는 1995년 대비 4분기 매출이 3분의 1 감소한 회사 전체의 감소를 반영했다.
1997년 2월, 스티브 잡스가 회사에 복귀한 지 며칠 만에 애플은 전체 데스크톱 컴퓨터 라인을 갱신하여 파워 맥 6200 및 6400을 기반으로 한 12개 퍼포마 모델을 대체 모델 없이 단종시키고, 파워 맥 범위를 6개 컴퓨터(몇 가지 Apple Workgroup Server 변형 포함)로 줄였다. 퍼포마 브랜드의 공식적인 단종은 회사의 인력 3분의 1 해고와 여러 소프트웨어 제품 취소를 포함한 대대적인 변화의 일환으로 3월 15일에 발표되었다. 1998년 초까지 애플 라인업은 4개의 컴퓨터로 줄어들었다. 데스크톱 1개, 올인원 1개, 미니타워 2개(그 중 하나는 서버 제품으로 판매됨)였다. 애플이 소매 채널에서 컴퓨터를 판매하는 방식을 재편하는 일환으로 컴퓨USA와 제휴하여 "매장 내 매장" 개념을 구현했다. 애플 및 관련 제품은 전문 직원이 물리적으로 분리된 장소에 전시 및 판매되었다(현재 베스트 바이 일부 매장에서 이루어짐).

## 퍼포마 전용 소프트웨어
매킨토시 시스템 소프트웨어의 퍼포마 버전은 퍼포마가 아닌 매킨토시에서는 사용할 수 없는 몇 가지 기능을 도입했다. 이 중 가장 주목할 만한 것은 앳 이즈 (자녀 보호), 런처 (macOS 독과 유사한 애플리케이션 실행기) 및 여러 고유한 구성 옵션을 포함한 퍼포마 제어판이다. 이 세 가지 구성 요소의 기능은 결국 운영 체제 자체에 통합되었다. 추가 소프트웨어가 포함된 시스템 7 버전에는 'P'가 끝에 붙었다. 예를 들어 1994년 중반 퍼포마 630에 포함된 7.1.2P가 있다.
소프트웨어 번들은 일반적으로 ClarisWorks, Quicken, Touchbase 및 Datebook Pro와 같은 일정/연락처 관리자, America Online, eWorld, The American Heritage Dictionary, The New Grolier Multimedia Encyclopedia, The TIME Almanac (CD-ROM 드라이브가 장착된 모델에 한함), Mavis Beacon Teaches Typing, 또는 Mario Teaches Typing과 Spectre Challenger, Diamonds, Lemmings, Monopoly와 같은 다양한 게임을 포함했다. 퍼포마에만 탑재된 또 다른 소프트웨어 패키지는 사이프레스 리서치에서 개발한 화면 기반 전화(SBT) 응용 프로그램인 메가폰(MegaPhone)이었다.

## 퍼포마 모델 목록
빈칸은 누락된 데이터를 나타낸다.
출처: “Apple Macintosh Performa Specs (Mac Performa Specs): EveryMac.com”.
| 퍼포마 시스템                      | 해당 매킨토시 시스템        | 비고 | 구성 (표준)   | 구성 (표준) | 구성 (표준) | 구성 (표준)    | 구성 (표준) | 구성 (표준)                          | 구성 (표준)                                            | 일정             | 일정             |
| 퍼포마 시스템                      | 해당 매킨토시 시스템        | 비고 | CPU           | 클럭 속도   | RAM         | HD             | VRAM        | 모니터                               | CD                                                     | 출시일           | 단종일           |
| ---------------------------------- | --------------------------- | --- | ------------- | ----------- | ----------- | -------------- | ----------- | ------------------------------------ | ------------------------------------------------------ | ---------------- | ---------------- |
| 퍼포마 200                         | Classic II                  | Classic II는 나중에 재도입될 때 리브랜딩되었다.                                                                                                | 68030         | 16 MHz      | 2 MB        | 40 MB          | N/A         | 비디오 메모리 내장 CRT               | 없음                                                   | 1992년 9월 14일  | 1993년 10월 18일 |
| 퍼포마 250                         | Color Classic               | 영국 및 호주에서 판매된 컬러 클래식 | 68030         | 16 MHz      | 4 MB        | 40 MB          | 256 KB      | 비디오 메모리 내장 CRT               | 없음                                                   | 1993년 2월 1일   | 1995년 5월 16일  |
| 퍼포마 275                         | Color Classic II            | 한국 및 일본에서 판매된 컬러 클래식 II | 68030         | 33 MHz      | 4 MB        | 80 MB          | 256 KB      | 비디오 메모리 내장 CRT               | 없음                                                   | 1993년 10월 1일  | 1995년 11월 1일  |
| 퍼포마 400                         | LC II                       | LC II 소비자 변형 | 68030         | 16 MHz      | 4 MB        | 80 MB          | 512 KB      | 없음                                 | 없음                                                   | 1992년 9월 14일  | 1993년 10월 18일 |
| 퍼포마 405                         | LC II                       | 모니터가 있고 VRAM이 적은 퍼포마 400 | 68030         | 16 MHz      | 4 MB        | 80 MB          | 256 KB      | 14″                                  | 없음                                                   | 1993년 4월 12일  | 1993년 11월 1일  |
| 퍼포마 410                         | LC II                       | 모니터가 있는 퍼포마 400 | 68030         | 16 MHz      | 4 MB        | 80 MB          | 512 KB      | 14″                                  | 없음                                                   | 1993년 10월 18일 | 1993년 11월 1일  |
| 퍼포마 430                         | LC II                       | 모니터가 있고 더 큰 HD가 있는 퍼포마 400 | 68030         | 16 MHz      | 4 MB        | 120 MB         | 512 KB      | 없음                                 | 없음                                                   | 1993년 4월 12일  | 1993년 11월 1일  |
| 퍼포마 450                         | LC III                      | 더 큰 HD가 있는 LC III | 68030         | 25 MHz      | 4 MB        | 120 MB         | 512 KB      | 없음                                 | 없음                                                   | 1993년 4월 12일  | 1993년 11월 1일  |
| 퍼포마 460                         | LC III+                     | LC III+ 소비자 변형 | 68030         | 33 MHz      | 4 MB        | 80 MB          | 512 KB      | 없음                                 | 없음                                                   | 1993년 10월 18일 | 1993년 11월 1일  |
| 퍼포마 466                         | LC III+                     | 160 MB HD가 있는 퍼포마 460 | 68030         | 33 MHz      | 4 MB        | 160 MB         | 512 KB      | 없음                                 | 없음                                                   | 1993년 10월 18일 | 1993년 11월 1일  |
| 퍼포마 467                         | LC III+                     | "비즈니스 소프트웨어" 번들이 포함된 퍼포마 466                                                                                                 | 68030         | 33 MHz      | 4 MB        | 160 MB         | 512 KB      | 없음                                 | 없음                                                   | 1993년 10월 18일 | 1993년 11월 1일  |
| 퍼포마 475                         | LC 475 Quadra 605           | 모니터가 포함된 LC 475 / Quadra 605 소비자 변형                                                                                                | 68LC040       | 25 MHz      | 4 MB        | 160 MB         | 512 KB      | 번들 Apple Color Plus 14″ Display    | 없음                                                   | 1993년 10월 18일 | 1996년 4월 1일   |
| 퍼포마 476                         | LC 475 Quadra 605           | 더 큰 HD가 있는 퍼포마 475 | 68LC040       | 25 MHz      | 4 MB        | 230 MB         | 512 KB      |                                      | 없음                                                   | 1993년 10월 18일 | 1996년 4월 1일   |
| 퍼포마 520                         | LC 520                      | LC 520 소비자 변형 | 68030         | 25 MHz      | 4 MB        | 80-160 MB      | 512 KB      | 통합형 14″ 컬러 디스플레이           | 카트리지형 CD-ROM                                      | 1993년 6월 28일  | 1994년 2월 2일   |
| 퍼포마 550                         | LC 550                      | LC 550 소비자 변형 | 68030         | 33 MHz      | 5 MB        | 160 MB         | 768 KB      | 통합형 14″ 컬러 디스플레이           | 카트리지가 필요 없는 노출식 트레이 장착형 2배속 CD-ROM | 1993년 10월 18일 | 1995년 3월 23일  |
| 퍼포마 560 머니 에디션             | LC 550                      | 비즈니스 소프트웨어가 포함된 퍼포마 550 | 68030         | 33 MHz      | 5 MB        | 160 MB         | 768 KB      | 통합형 14″ 컬러 디스플레이           | 카트리지가 필요 없는 노출식 트레이 장착형 2배속 CD-ROM | 1994년 1월 1일   | 1995년 3월 23일  |
| 퍼포마 575                         | LC 575                      | LC 575 소비자 변형 | 68LC040       | 66 MHz      | 5 MB        | 250 MB         | 1 MB        | 통합형 14″ 컬러 디스플레이           | 카트리지가 필요 없는 노출식 트레이 장착형 2배속 CD-ROM | 1994년 4월 26일  | 1996년 4월 1일   |
| 퍼포마 577                         | LC 575                      | 더 큰 HD가 있는 퍼포마 575 | 68LC040       | 66 MHz      | 5 MB        | 320 MB         | 1 MB        | 통합형 14″ 컬러 디스플레이           | 카트리지가 필요 없는 노출식 트레이 장착형 2배속 CD-ROM | 1994년 2월 1일   | 1996년 4월 1일   |
| 퍼포마 578                         | LC 575                      | 더 많은 RAM이 있는 퍼포마 575 | 68LC040       | 66 MHz      | 8 MB        | 320 MB         | 1 MB        | 통합형 14″ 컬러 디스플레이           | 카트리지가 필요 없는 노출식 트레이 장착형 2배속 CD-ROM | 1994년 2월 1일   | 1996년 4월 1일   |
| 퍼포마 580CD                       | LC 580                      | 캐나다, 아시아, 호주 및 뉴질랜드에서 판매된 LC 580                                                                                             | 68LC040       | 66 MHz      | 8 MB        | 500 MB         | 1 MB        | 통합형 14″ 컬러 디스플레이           | 2배속 CD-ROM                                           | 1995년 5월 1일   | 1996년 5월 1일   |
| 퍼포마 588CD                       | LC 580                      | 아시아 및 유럽에서 판매된 퍼포마 580CD | 68LC040       | 66 MHz      | 8 MB        | 500 MB         | 1 MB        | 통합형 14″ 컬러 디스플레이           | 2배속 CD-ROM                                           | 1995년 4월 13일  | 1996년 5월 1일   |
| 퍼포마 600                         | 매킨토시 IIvi/매킨토시 IIvx | 미국에서 판매된 매킨토시 IIvi (매킨토시 IIvi와 달리)                                                                                           | 68030         | 33 MHz      | 4 MB        | 160 MB         | 512 KB      | 없음                                 | 없음                                                   | 1992년 9월 14일  | 1993년 10월 18일 |
| 퍼포마 600CD                       | 매킨토시 IIvi/매킨토시 IIvx | CD 드라이브가 포함된 퍼포마 600 | 68030         | 33 MHz      | 4 MB        | 160 MB         | 512 KB      | 없음                                 | 2배속 CD-ROM                                           | 1992년 9월 14일  | 1993년 10월 18일 |
| 퍼포마 630                         | LC 630, Quadra 630          | LC/Quadra 630 소비자 변형 | 68LC040       | 33 MHz      | 4 MB        | 250 MB         | 1 MB        | 없음                                 | 없음                                                   | 1994년 7월 1일   | 1995년 7월 1일   |
| 퍼포마 630CD                       | LC 630, Quadra 630          | CD 드라이브가 포함된 퍼포마 630 | 68LC040       | 33 MHz      | 4 MB        | 250 MB         | 1 MB        | 없음                                 | 2배속 CD-ROM                                           | 1994년 7월 1일   | 1993년 10월 18일 |
| 퍼포마 630CD DOS 호환              | LC 630, Quadra 630          | 두 번째 RAM 슬롯과 Processor Direct Slot에 DOS 에뮬레이션 카드가 포함된 퍼포마 630CD                                                           | 68LC040       | 33 MHz      | 4 MB        | 250 MB         | 1 MB        | 없음                                 | 2배속 CD-ROM                                           | 1994년 7월 18일  | 1995년 7월 1일   |
| 퍼포마 631CD                       | LC 630, Quadra 630          | 두 번째 RAM 슬롯, 8 MB RAM 표준, 500 MB HD, 모니터 및 모뎀이 포함된 퍼포마 630CD                                                               | 68LC040       | 33 MHz      | 8 MB        | 500 MB         | 1 MB        | 15″ 애플 컬러 모니터                 | 2배속 CD-ROM                                           | 1994년 7월 18일  | 1995년 7월 1일   |
| 퍼포마 635CD                       | LC 630, Quadra 630          | 5 MB RAM, 2배속 CD-ROM, 번들 Apple Multiple Scan 15 Display 및 모뎀이 포함된 퍼포마 630                                                        | 68LC040       | 33 MHz      | 5 MB        | 250 MB         | 1 MB        | 15″ 애플 컬러 모니터                 | 2배속 CD-ROM                                           | 1994년 7월 18일  | 1995년 7월 1일   |
| 퍼포마 636                         | LC 630, Quadra 630          | 고등 교육 시장에 판매된 퍼포마 630. | 68LC040       | 33 MHz      | 8 MB        | 500 MB         | 1 MB        | 없음                                 | 없음                                                   | 1994년 7월 18일  | 1995년 7월 1일   |
| 퍼포마 636CD                       | LC 630, Quadra 630          | 고등 교육 시장에 판매된 CD-ROM이 포함된 퍼포마 636.                                                                                            | 68LC040       | 33 MHz      | 8 MB        | 500 MB         | 1 MB        | 없음                                 | 2배속 CD-ROM                                           | 1994년 7월 18일  | 1995년 7월 1일   |
| 퍼포마 637CD                       | LC 630, Quadra 630          | 350 MB HD와 모니터가 포함된 퍼포마 636CD | 68LC040       | 33 MHz      | 8 MB        | 350 MB         | 1 MB        | 15″ 애플 컬러 모니터                 | 2배속 CD-ROM                                           | 1994년 7월 18일  | 1995년 7월 1일   |
| 퍼포마 638CD                       | LC 630, Quadra 630          | 350 MB HD와 TV/비디오 입력 카드가 포함된 퍼포마 636CD                                                                                          | 68LC040       | 33 MHz      | 8 MB        | 350 MB         | 1 MB        | 없음                                 | 2배속 CD-ROM                                           | 1994년 7월 18일  | 1995년 7월 1일   |
| 퍼포마 640CD DOS 호환              | LC 630 DOS 호환             | 모니터, 모뎀 및 퍼포마 630CD DOS 호환의 486 프로세서 카드가 포함된 퍼포마 631CD                                                                | 68LC040       | 33 MHz      | 8 MB        | 500 MB         | 1 MB        | 15″ 애플 컬러 모니터                 | 2배속 CD-ROM                                           | 1995년 5월 14일  | 1996년 2월 1일   |
| 퍼포마 5200CD                      | Power Macintosh 5200 LC     | 790 MB 또는 1 GB HD 및 2배속 또는 4배속 CD-ROM이 포함된 Power Macintosh 5200 LC.                                                               | PowerPC 603   | 75 MHz      | 8 MB        | 790 MB         | 1 MB        | 15″ 섀도우 마스크 컬러 모니터        | 2배속 CD-ROM                                           | 1995년 5월 1일   | 1996년 2월 1일   |
| 퍼포마 5200CD                      | Power Macintosh 5200 LC     | 790 MB 또는 1 GB HD 및 2배속 또는 4배속 CD-ROM이 포함된 Power Macintosh 5200 LC.                                                               | PowerPC 603   | 75 MHz      | 8 MB        | 1 GB           | 1 MB        | 15″ 섀도우 마스크 컬러 모니터        | 4배속 CD-ROM                                           | 1995년 5월 1일   | 1996년 2월 1일   |
| 퍼포마 5210CD                      | Power Macintosh 5200 LC     | 아시아 및 유럽에서 판매된 Power Macintosh 5200 LC.                                                                                             | PowerPC 603   | 75 MHz      | 8 MB        | 500 MB         | 1 MB        | 15″ 섀도우 마스크 컬러 모니터        | 4배속 CD-ROM                                           | 1995년 5월 1일   | 1996년 7월 1일   |
| 퍼포마 5215CD                      | Power Macintosh 5200 LC     | 다른 소프트웨어 번들이 포함된 퍼포마 5200CD.                                                                                                   | PowerPC 603   | 75 MHz      | 8 MB        | 1 GB           | 1 MB        | 15″ 섀도우 마스크 컬러 모니터        | 4배속 CD-ROM                                           | 1995년 7월 14일  | 1996년 7월 1일   |
| 퍼포마 5220CD                      | Power Macintosh 5200 LC     | 500 MB HD가 있는 퍼포마 5215CD, 아시아 및 유럽에서 판매됨.                                                                                     | PowerPC 603   | 75 MHz      | 8 MB        | 500 MB         | 1 MB        | 15″ 섀도우 마스크 컬러 모니터        | 4배속 CD-ROM                                           | 1995년 7월 14일  | 1996년 7월 1일   |
| 퍼포마 5260CD                      | Power Macintosh 5260        | 더 작은 800 MB HD와 함께 사용 가능한 Power Macintosh 5260/100 소비자 변형                                                                      | PowerPC 603e  | 100 MHz     | 8 MB, 16 MB | 800 MB, 1.2 GB | 1 MB        | 통합형 14″ 섀도우 마스크 컬러 모니터 | 4배속 CD-ROM                                           | 1996년 4월 22일  | 1997년 2월 1일   |
| 퍼포마 5260/120                    | Power Macintosh 5260        | 캐나다 및 호주에서 판매된 Power Macintosh 5260/120 소비자 변형.                                                                                | PowerPC 603e  | 120 MHz     | 8 MB, 16 MB | 1.2 GB         | 1 MB        | 통합형 14″ 섀도우 마스크 컬러 모니터 | 8배속 CD-ROM                                           | 1996년 10월 1일  | 1997년 2월 1일   |
| 퍼포마 5270CD                      | Power Macintosh 5260        | 유럽 및 아시아에서 판매된 퍼포마 5260CD | PowerPC 603e  | 100 MHz     | 8 MB        | 1.2 GB         | 1 MB        | 통합형 14″ 섀도우 마스크 컬러 모니터 | 4배속 CD-ROM                                           | 1996년 4월 15일  | 1997년 2월 1일   |
| 퍼포마 5280/120                    | Power Macintosh 5260        | 일본에서 판매된 퍼포마 5260/120. | PowerPC 603e  | 120 MHz     | 8 MB, 16 MB | 1.2 GB         | 1 MB        | 통합형 14″ 섀도우 마스크 컬러 모니터 | 8배속 CD-ROM                                           | 1996년 11월 12일 | 1997년 6월 1일   |
| 퍼포마 5300CD                      | Power Macintosh 5300 LC     | Power Macintosh 5300 LC 소비자 변형 | PowerPC 603e  | 100 MHz     | 8 MB, 16 MB | 1.2 GB         | 1 MB        | 통합형 15″ 섀도우 마스크 RGB         | 4배속 CD-ROM                                           | 1995년 10월 1일  | 1996년 5월 1일   |
| 퍼포마 5300CD DE                   | Power Macintosh 5300 LC     | 추가 소프트웨어가 포함된 퍼포마 5300CD 스페셜 "감독판".                                                                                        | PowerPC 603e  | 120 MHz     | 8 MB, 16 MB | 1.2 GB         | 1 MB        | 통합형 15″ 섀도우 마스크 RGB         | 4배속 CD-ROM                                           | 1995년 10월 1일  | 1996년 5월 1일   |
| 퍼포마 5320CD                      | Power Macintosh 5300 LC     | 120 MHz의 퍼포마 5300CD, 유럽 및 아시아에서 판매됨.                                                                                            | PowerPC 603e  | 120 MHz     | 8 MB, 16 MB | 1.2 GB         | 1 MB        | 통합형 15″ 섀도우 마스크 RGB         | 4배속 CD-ROM                                           | 1995년 11월 1일  | 1996년 8월 1일   |
| 퍼포마 5400CD                      | Power Macintosh 5400        | Power Macintosh 5400 소비자 변형 | PowerPC 603ev | 120 MHz     | 16 MB       | 1.6 GB         | 1 MB        | 통합형 15″ 섀도우 마스크 RGB         | 4배속 CD-ROM                                           | 1996년 4월 22일  | 1997년 2월 1일   |
| 퍼포마 5400/160                    | Power Macintosh 5400        | 아시아 및 유럽에서 판매된 퍼포마 5400 | PowerPC 603ev | 160 MHz     | 16 MB       | 1.6 GB         | 1 MB        | 통합형 15″ 섀도우 마스크 RGB         | 8배속 CD-ROM                                           | 1996년 8월 1일   | 1997년 12월 1일  |
| 퍼포마 5400/180 (DE)               | Power Macintosh 5400        | 검은색 케이스의 아시아 및 유럽에서 판매된 퍼포마 5400. "DE" (감독판)는 24 MB RAM, 내장 TV 튜너 (리모컨 포함), 더 큰 HD와 함께 호주에서 판매됨. | PowerPC 603ev | 180 MHz     | 24 MB       | 2.4 GB         | 1 MB        | 통합형 15″ 섀도우 마스크 RGB         | 8배속 CD-ROM                                           | 1996년 8월 1일   | 1997년 6월 1일   |
| 퍼포마 5410CD                      | Power Macintosh 5400        | 이더넷이 없는 퍼포마 5400 | PowerPC 603ev | 120 MHz     | 16 MB       | 1.6 GB         | 1 MB        | 통합형 15″ 섀도우 마스크 RGB         | 4배속 CD-ROM                                           | 1996년 4월 22일  | 1997년 2월 1일   |
| 퍼포마 5420CD                      | Power Macintosh 5400        | 검은색 케이스의 퍼포마 5410CD, 유럽 및 아시아에서 판매됨                                                                                       | PowerPC 603ev | 120 MHz     | 16 MB       | 1.6 GB         | 1 MB        | 통합형 15″ 섀도우 마스크 RGB         | 4배속 CD-ROM                                           | 1996년 4월 22일  | 1997년 3월 1일   |
| 퍼포마 5430                        | Power Macintosh 5400        | 24 MB RAM이 포함된 퍼포마 5400/160, 아시아 및 유럽에서 판매됨                                                                                  | PowerPC 603ev | 160 MHz     | 24 MB       | 1.6 GB         | 1 MB        | 통합형 15″ 섀도우 마스크 RGB         | 8배속 CD-ROM                                           | 1996년 11월 12일 | 1997년 12월 1일  |
| 퍼포마 5440                        | Power Macintosh 5400        | 24 MB RAM이 포함된 퍼포마 5400/160, 아시아 및 유럽에서 판매됨                                                                                  | PowerPC 603ev | 180 MHz     | 24 MB       | 1.6 GB         | 1 MB        | 통합형 15″ 섀도우 마스크 RGB         | 8배속 CD-ROM                                           | 1996년 11월 12일 | 1997년 9월 1일   |
| 퍼포마 6110CD                      | Power Macintosh 6100/60     | 비즈니스 소프트웨어 번들이 포함된 Power Macintosh 6100/60                                                                                      | PowerPC 601   | 60 MHz      | 8 MB        | 250 MB         | 640 KB      | 번들 Apple Multiple Scan 15 Display  | 2배속 CD-ROM                                           | 1994년 11월 1일  | 1995년 7월 1일   |
| 퍼포마 6112CD                      | Power Macintosh 6100/60     | 어린이용 소프트웨어 번들이 포함된 Power Macintosh 6100/60                                                                                      | PowerPC 601   | 60 MHz      | 8 MB        | 250 MB         | 640 KB      | 번들 Apple Multiple Scan 15 Display  | 2배속 CD-ROM                                           | 1994년 11월 1일  | 1995년 7월 1일   |
| 퍼포마 6115CD                      | Power Macintosh 6100/60     | 더 큰 HD가 있는 퍼포마 6110CD | PowerPC 601   | 60 MHz      | 8 MB        | 350 MB         | 640 KB      | 번들 Apple Multiple Scan 15 Display  | 2배속 CD-ROM                                           | 1994년 11월 1일  | 1995년 7월 1일   |
| 퍼포마 6116CD                      | Power Macintosh 6100/60     | System 7.5.1 및 350 MB HD가 포함된 퍼포마 6110CD                                                                                               | PowerPC 601   | 60 MHz      | 8 MB        | 350 MB         | 640 KB      | 번들 Apple Multiple Scan 15 Display  | 2배속 CD-ROM                                           | 1995년 7월 17일  | 1996년 4월 1일   |
| 퍼포마 6117CD                      | Power Macintosh 6100/60     | 비즈니스 소프트웨어 번들이 포함된 퍼포마 6115CD                                                                                                | PowerPC 601   | 60 MHz      | 8 MB        | 350 MB         | 640 KB      | 번들 Apple Multiple Scan 15 Display  | 2배속 CD-ROM                                           | 1994년 11월 1일  | 1995년 7월 1일   |
| 퍼포마 6118CD                      | Power Macintosh 6100/60     | 더 큰 HD 및 비즈니스와 어린이 소프트웨어 번들이 모두 포함된 퍼포마 6110CD                                                                      | PowerPC 601   | 60 MHz      | 8 MB        | 500 MB         | 640 KB      | 번들 Apple Multiple Scan 15 Display  | 2배속 CD-ROM                                           | 1994년 11월 1일  | 1995년 7월 1일   |
| 퍼포마 6200CD                      | Power Macintosh 6200        | 14.4k 모뎀, 모니터, 소프트웨어가 포함된 Power Macintosh 6200                                                                                   | PowerPC 603   | 75 MHz      | 8 MB        | 1 GB           |             | 번들 Apple Multiple Scan 15 Display  | 4배속 CD-ROM                                           | 1995년 7월 11일  | 1996년 4월 1일   |
| 퍼포마 6205CD                      | Power Macintosh 6200        | 28.8k 모뎀이 포함된 퍼포마 6200CD | PowerPC 603   | 75 MHz      | 8 MB        | 1 GB           |             | 번들 Apple Multiple Scan 15 Display  | 4배속 CD-ROM                                           | 1995년 8월 28일  | 1996년 7월 1일   |
| 퍼포마 6210CD                      | Power Macintosh 6200        | 다른 소프트웨어 번들이 포함된 퍼포마 6205CD.                                                                                                   | PowerPC 603   | 75 MHz      | 8 MB        | 1 GB           |             | 번들 Apple Multiple Scan 15 Display  | 4배속 CD-ROM                                           | 1995년 8월 28일  | 1996년 7월 1일   |
| 퍼포마 6214CD                      | Power Macintosh 6200        | "대학생" 소프트웨어 번들이 포함된 퍼포마 6200CD.                                                                                               | PowerPC 603   | 75 MHz      | 8 MB        | 1 GB           |             | 번들 Apple Multiple Scan 15 Display  | 4배속 CD-ROM                                           | 1995년 8월 28일  | 1996년 7월 1일   |
| 퍼포마 6216CD                      | Power Macintosh 6200        | 모니터가 없는 퍼포마 6200CD. | PowerPC 603   | 75 MHz      | 8 MB        | 1 GB           |             | 없음                                 | 4배속 CD-ROM                                           | 1995년 7월 11일  | 1996년 4월 1일   |
| 퍼포마 6218CD                      | Power Macintosh 6200        | 더 많은 RAM이 포함된 퍼포마 6200CD | PowerPC 603   | 75 MHz      | 16 MB       | 1 GB           |             | 번들 Apple Multiple Scan 15 Display  | 4배속 CD-ROM                                           | 1995년 7월 11일  | 1996년 4월 1일   |
| 퍼포마 6220CD                      | Power Macintosh 6200        | 모니터는 없지만 TV/비디오 입력/출력 카드가 있는 퍼포마 6218CD.                                                                                 | PowerPC 603   | 75 MHz      | 16 MB       | 1 GB           |             | TV 카드 있지만 모니터 없음           | 4배속 CD-ROM                                           | 1995년 7월 11일  | 1996년 4월 1일   |
| 퍼포마 6230CD                      | Power Macintosh 6200        | 하드웨어 MPEG 디코더 카드가 포함된 퍼포마 6220CD.                                                                                              | PowerPC 603   | 75 MHz      | 16 MB       | 1 GB           |             | TV/MPEG 카드 있지만 모니터 없음      | 4배속 CD-ROM                                           | 1995년 7월 11일  | 1996년 4월 1일   |
| 퍼포마 6260CD                      | Power Macintosh 6200        | 더 큰 800 MB HD가 있는 퍼포마 6290CD. 유럽 및 아시아에서 판매됨.                                                                               | PowerPC 603e  | 100 MHz     | 8 MB        | 800 MB         |             | 없음                                 | 4배속 CD-ROM                                           | 1996년 6월 19일  | 1996년 12월 1일  |
| 퍼포마 6290CD                      | Power Macintosh 6200        | 100 MHz 603e 프로세서 및 1.2 GB HD가 포함된 Power Macintosh 6200. 북미에서 판매됨.                                                             | PowerPC 603e  | 100 MHz     | 8 MB        | 1.2 GB         |             | 없음                                 | 4배속 CD-ROM                                           | 1996년 1월 27일  | 1996년 8월 1일   |
| 퍼포마 6300CD                      | Power Macintosh 6200        | 더 많은 RAM과 모니터가 있는 퍼포마 6290CD. 북미에서 판매됨                                                                                     | PowerPC 603e  | 100 MHz     | 16 MB       | 1.2 GB         |             |                                      |                                                        | 1996년 1월 27일  | 1996년 10월 1일  |
| 퍼포마 6310CD                      | Power Macintosh 6200        | 아시아 및 유럽에서 판매된 퍼포마 6300CD | PowerPC 603e  | 100 MHz     | 16 MB       | 1.2 GB         | 1 MB        |                                      |                                                        | 1996년 1월 27일  | 1996년 10월 1일  |
| 퍼포마 6320CD                      | Power Macintosh 6200        | 120 MHz의 퍼포마 6290CD, 모니터 및 TV/비디오 카드 포함                                                                                         | PowerPC 603e  | 120 MHz     | 16 MB       | 1.2 GB         | 1 MB        |                                      |                                                        | 1996년 4월 22일  | 1996년 9월 1일   |
| 퍼포마 6360                        | Power Macintosh 6300/160    | 북미 및 남미에서 판매된 Power Macintosh 6300/160                                                                                               | PowerPC 603ev | 160 MHz     | 16 MB       | 1.2 GB         |             |                                      |                                                        | 1996년 10월 17일 | 1997년 10월 1일  |
| 퍼포마 6400/180                    | Power Macintosh 6400        | 북미에서 판매된 180 MHz Power Macintosh 6400                                                                                                   | PowerPC 603ev | 180 MHz     | 16 MB       | 1.6 GB         |             |                                      |                                                        | 1996년 8월 7일   | 1997년 8월 1일   |
| 퍼포마 6400/200                    | Power Macintosh 6400        | 북미에서 판매된 200 MHz 퍼포마 6400 | PowerPC 603ev | 200 MHz     | 16 MB       | 1.6 GB         | 1 MB        | 없음                                 | 8배속 CD-ROM                                           | 1996년 8월 7일   | 1997년 5월 1일   |
| 퍼포마 6400/200 비디오 편집 에디션 | Power Macintosh 6400        | 더 많은 RAM, Avid Cinema 카드, 소프트웨어가 포함된 퍼포마 6400/200                                                                             | PowerPC 603ev | 200 MHz     | 16 MB       | 1.6 GB         |             |                                      |                                                        | 1996년 8월 7일   | 1997년 8월 1일   |
| 퍼포마 6410                        | Power Macintosh 6400        | 유럽 및 아시아에서 판매된 퍼포마 6400 | PowerPC 603ev | 180 MHz     | 16 MB       | 2.4 GB         |             |                                      |                                                        | 1996년 11월 12일 | 1997년 10월 1일  |
| 퍼포마 6420                        | Power Macintosh 6400        | 유럽 및 아시아에서 판매된 퍼포마 6400/200 | PowerPC 603ev | 200 MHz     | 16 MB       | 2.4 GB         |             |                                      |                                                        | 1996년 11월 12일 | 1997년 8월 1일   |

## 같이 보기
- CPU 유형별 매킨토시 모델 목록
- 매킨토시 모델 타임라인